# Perilissus holmgreni
Perilissus holmgreni là một loài tò vò trong họ Ichneumonidae.